# Raków Kąt
Raków Kąt (ukr. Раків Кут) – dawniej samodzielna wieś na Ukrainie w rejonie czortkowskim należącym do obwodu tarnopolskiego. Od 1954 roku należy do wsi Postołówka. Stanowi południową część Postołówki.

## Historia
Raków Kąt to dawniej samodzielna wieś. W II Rzeczypospolitej stanowiła gminę jednostkową Raków Kąt w powiecie kopyczynieckim w województwie tarnopolskim.
1 sierpnia 1934 r. w ramach reformy na podstawie ustawy scaleniowej Raków Kąt weszły w skład nowej zbiorowej gminy Horodnica, gdzie we wrześniu 1934 włączono go do gromady Postołówka.
Po wojnie włączone w struktury ZSRR.